# Cat and Mouse (film, 2003)
Pour plus de détails, voir Fiche technique et Distribution.
Cat and Mouse (老鼠愛上貓, Lou she oi sheung mao) est une comédie romantique sino-hongkongaise réalisée par Gordon Chan et sortie en 2003 à Hong Kong.
Elle totalise 12 800 000 HK$ de recettes au box-office.

## Synopsis
L'officier de justice Zhan Zhao (en) (Andy Lau) apprend l'existence d'un complot d'assassinat du juge Bao Zheng (Anthony Wong). En vacances, il rencontre un jeune homme nommé Bai Yutang (en) (Cecilia Cheung) qui s'avère en fait être une femme. Zhan Zhao tente de la recruter pour l'aider à démanteler l'assassinat du juge Bao.

## Fiche technique
- Titre original : 老鼠愛上貓
- Titre international : Cat and Mouse
- Réalisation : Gordon Chan
- Scénario : Felix Chong et Gordon Chan
- Photographie : Andrew Lau et Ko Chiu-Lam
- Montage : Danny Pang (en) et Curran Pang
- Musique : Ken Chan et Chan Kwong-wing
- Production : Andrew Lau, Han Zhijun et Zhou You
- Société de production : Media Asia Entertainment Group, Changchun Film Studio (en), Basic Pictures, China Film Group Corporation et Eastern Dragon Film Company
- Société de distribution : Media Asia Distribution
- Pays d'origine :  Hong Kong et  Chine
- Langue originale : cantonais
- Format : couleur
- Genre : comédie romantique et wuxia
- Durée : 92 minutes
- Dates de sortie :
  - Hong Kong : 14 février 2003
  - Corée du Sud : 12 décembre 2003
  - Japon : 10 juin 2006

## Distribution
- Andy Lau : Zhan Zhao (en)
- Anthony Wong : Bao Zheng
- Cecilia Cheung : Bai Yutang (en)
- Xie Jiaqi : Lu Fang
- Chapman To : Han Zhang (en)
- Lam Chi-chung (en) : Xu Qing
- Cheung Ho-lung : Jiang Ping
- Guo Donglin (en) : Zhao Jue
- Li Bingbing : Yuehua
- Ma Qianshan : l’impératrice Pang
- Ma Zijun : Pang Ji (en)
- Wu Yue (en) : Gongsun Ce (en)
- Wen Yang : Wang Chao
- Gao Lei : Ma Han
- Jonathan Cheung : Zhang Long